# Yangwang U9
El Yangwang U9 es un automóvil superdeportivo eléctrico de batería cupé de dos puertas biplaza, producido por el fabricante chino BYD Auto, bajo su marca de lujo Yangwang desde febrero de 2024. Es el segundo vehículo de la firma después del vehículo utilitario deportivo (SUV) todoterreno U8. Fue presentado formalmente en el Salón del Automóvil de Shanghái el 18 de abril de 2023.

## Diseño

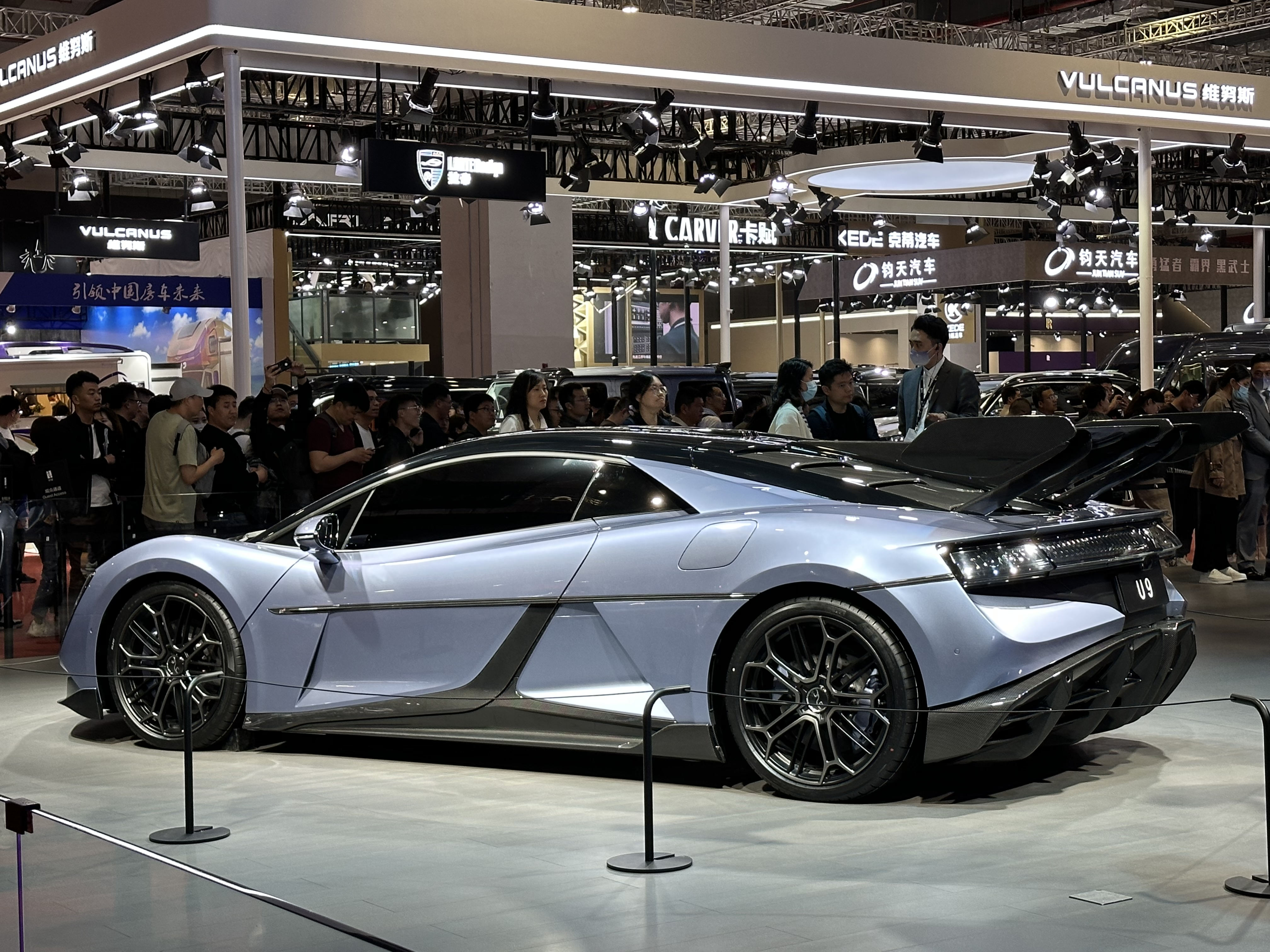
En abril de 2023

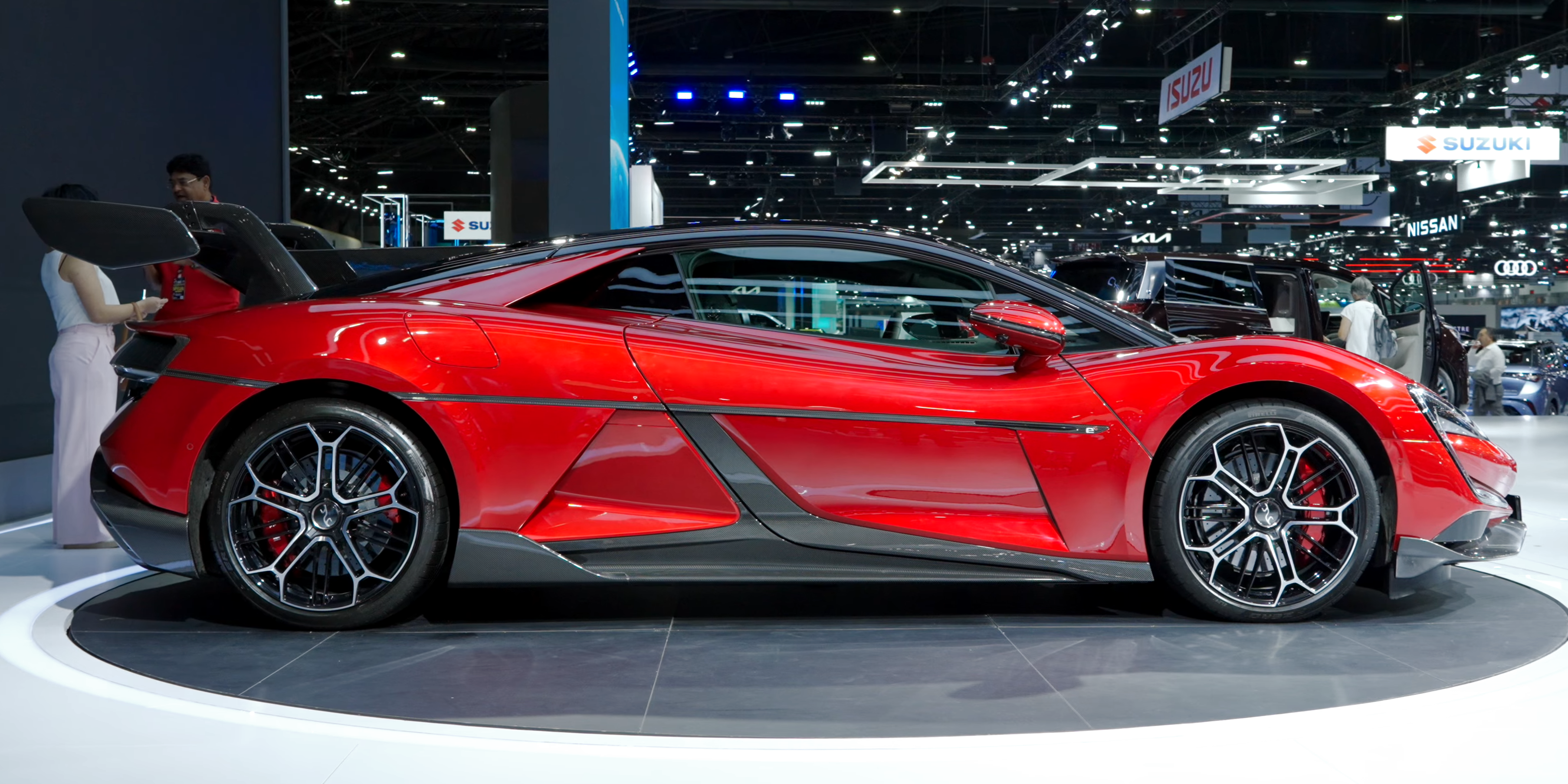
En marzo de 2024

Su diseño es más que agresivo, cuyo un esquema cuenta con unas falsas tomas de aire abiertas sobre el cofre delantero. Tiene puertas de apertura en forma de tijera y la línea del techo se extiende muy suavemente hacia la parte trasera, donde la luneta está cubierta por una persiana, que pasa desapercibida al lado de la aleta que se erige como una espina dorsal tipo tiburón, completamente transparente. Los pilotos son relativamente gruesos, sin caer en las modas de elementos lumínicos muy delgados, los cuales se extienden en una sola pieza horizontal de un extremo a otro por todo lo ancho de la parte trasera, mientras que el logotipo de la marca los separa visualmente en el centro. La defensa tiene un difusor aerodinámico de gran tamaño bajo la defensa trasera con seis profundas canalizaciones. También presenta molduras de color negro que se reparten por los faldones, cristales tintados y un techo panorámico que se fusiona con los marcos del chasis, el parabrisas y la persiana de la luneta trasera. Comparte la misma plataforma Yisifang con el todoterreno eléctrico U8, así como su planta motriz llamada e4. Su gran alerón trasero es capaz de generar una carga aerodinámica de 280 kg (617 libras). Para controlar la masa, la carrocería está fabricada en materiales ligeros tales como la fibra de carbono, tomando en cuenta que todo el conjunto pesa 2475 kg (5456 libras), de los cuales, 633 kg (1396 libras) son del sistema de baterías Blade tipo LFP de 80 kWh (288 MJ), que destacan por su longevidad, asequibilidad y seguridad, las cuales son fabricadas por FinDreams.
Visualmente está definido por el lenguaje de diseño Time Gate y elementos de aerodinámica activa. Se ha realizado un exhaustivo trabajo aerodinámico, incorporando elementos activos sobre la carrocería para reducir el coeficiente de resistencia y mejorar la disipación de calor. Al mismo tiempo, cuenta con la cabina Super Carbon-Fiber, una estructura fabricada con diferentes materiales de alta resistencia y la tecnología CTB de última generación, con una gran rigidez torsional, equipada con 12 conjuntos aerodinámicos activos y pasivos que también mejoran la refrigeración. También destacan unas luces diurnas en led, unas grandes branquias sobre el cofre para ventilar la frenada del tren delantero y una aleta posterior que ayuda en cada curva con la máxima precisión posible.

## Mecánica y motorización
Está equipado con cuatro motores eléctricos de cubo independientes con número de serie TZ220XYAK, uno por cada rueda, controlados independientemente con una sofisticada tracción total con vectorización de par. Cada uno de ellos produce una potencia máxima de 240 kW (326 CV; 322 HP), para un total combinado de 960 kW (1305 CV; 1287 HP) y un par máximo de 1680 N·m (1239 lb·pie) a un régimen de 21 000 rpm. Según el fabricante, es el primer coche del mundo en adoptar un diseño de motor en U, dándole así la ventaja de un centro de gravedad más bajo. El par es gestionado por un control de salida y el sistema inteligente de control. Con todo esto, es capaz de alcanzar el 1/4 de milla (402 m) en apenas 9.78 segundos.
La estructura mecánica se ha reforzado para poder soportar el alto rendimiento. Los imanes permanentes son capaces de resistir una mayor temperatura y un controlador de carburo de silicio aumenta la eficiencia de la transmisión en un 99.8%. Dos bombas de calor controlan la temperatura de los motores, a fin de mantenerlos siempre a la temperatura óptima. Cuenta con una suspensión de aire cuyo elemento diferenciador es su sofisticado sistema de control inteligente de la carrocería adaptativo DiSus-X, que ajusta electrónicamente el recorrido de la suspensión hasta 75 mm (3 pulgadas), lo que le permite "bailar" e incluso, hasta directamente saltar de una forma tan ágil, que optimiza el confort y el control del vehículo al momento de acelerar, frenar o tomar una curva. Gracias a esto, es capaz de regular el movimiento longitudinal, vertical y lateral del vehículo con un control mucho mayor que otros coches, generando una potencia máxima de 36 kW (49 CV) y a la plataforma de 800 V con la función de carga ultra rápida Dual Plug-In, que aguanta una potencia máxima de 500 kW (680 CV; 671 HP), donde los amortiguadores pueden levantar cada rueda a un ritmo de 500 mm (19,7 pulgadas) por segundo. Además, se ha optimizado la gestión térmica para mejorar la resistencia a altas temperaturas y dar una mayor refrigeración.
La suspensión también está compuesta por el Sistema Inteligente de Control de Amortiguación de la Carrocería (Disus-C), el Sistema Inteligente de Control Hidráulico de la Carrocería (Disus-P) y el Sistema Inteligente de Control Aéreo de la Carrocería (Disus-A), que le proporciona estabilidad y maniobrabilidad mediante un complejo control del movimiento vertical, lateral y longitudinal de gran precisión. La firmeza de la amortiguación puede variar en un 200%, siempre y cuando la altura libre al suelo se ajuste en 20 cm (7,9 pulgadas). Otra característica es que puede circular con tres ruedas, utilizando el sistema de suspensión para levantar en curva sin una rueda y evitar así que el freno de disco roce con el suelo. Esto es interesante en cuanto a seguridad, ante la posibilidad de sufrir un daño mayor de una rueda. Adicionalmente, puede utilizarse para reducir el balanceo al compensar la inclinación de la carrocería, minimizar el riesgo de vuelco, ayudar en la aceleración a fondo y a una frenada de emergencia.

## Interior
Su interior incluye dos asientos eléctricos ajustables en 14 posiciones, un equipo de sonido de alta gama Dynaudio Evidence Series para el entretenimiento y un asistente inteligente DiLink150, equipado con chips 5G de 4nm personalizados y desarrollados conjuntamente por BYD y Qualcomm, que se puede utilizar como asistente de carreras cuando se corre en pista. También resalta la superficie digital vertical a manera de consola central, combinado con un asistente de manejo DiPilot. El habitáculo está dividido en dos partes por una especie de "puente" que conecta el tablero con el túnel central. Tiene dos pantallas: una horizontal de 10,25 pulgadas (26,0 cm) para el panel de instrumentos digital detrás del volante de tres radios, a su vez con varios botones de control; y una segunda táctil de 12,3 pulgadas (31,2 cm) para el sistema de infoentretenimiento con todos los controles principales. Esta última es marcadamente vertical y se integra perfectamente con la inclinación del tablero.